# Fox Lake, Illinois
Fox Lake är en ort (village) i Lake County, och  McHenry County, i delstaten Illinois, USA. Enligt United States Census Bureau har orten en folkmängd på 10 620 invånare (2011) och en landarea på 21 km².